# Austroraptus calcaratus
Austroraptus calcaratus là một loài nhện biển trong họ Ammotheidae. Chúng được miêu tả khoa học năm 1944 bởi Gordon.